# Tripteroides collessi
Tripteroides collessi är en tvåvingeart som beskrevs av Lee 1946. Tripteroides collessi ingår i släktet Tripteroides och familjen stickmyggor. Inga underarter finns listade i Catalogue of Life.